# Morristown Historic District
Der Morristown Historic District ist ein national anerkannter Historic District, der einen großen Teil von Morristown im US-Bundesstaat Ohio, Vereinigte Staaten umfasst. Ursprünglich als Straßendorf entlang der National Road gegründet, prosperierte Morristown so lange die Straße stark bereist wurde. Die Entwicklung stagnierte mit dem Bau der Eisenbahnen. Weil die Ortschaft weder unterging noch prosperierte, hat sich die Architektur aus der Mitte des 19. Jahrhunderts bis in die Gegenwart erhalten und ist so eine der Siedlungen an der National Road, die sich am wenigsten verändert haben.
Morristown wurde zu Beginn des 19. Jahrhunderts gegründet und entwickelte sich gut, nachdem die 1826 die National Road seine Hauptstraße wurde. In den ersten Jahrzehnten war die Dorfentwicklung sehr stark abhängig von der Straße, und in den 1850er Jahren befanden sich an der National Road mehr als vierzig Gewerbe und Geschäfte, die etwas mit dem Reisen zu tun hatten. Doch schon bald kehrte der Verkehr und damit die Prosperität Morristown den Rücken zu, da im östlichen Ohio in der mehrere Bahnstrecken gebaut wurden, die den Verkehr auf der National Road absorbierten, und weil in Morristown keine Eisenbahnstation war, verlor der Ort den Großteil seines Handels. Neue Gebäude wurden noch bis in die 1870er Jahre gebaut, doch in den darauffolgenden Jahrzehnten entstanden nur wenige Neubauten. Dennoch konnte sich der Ort halten und die liebevolle Vernachlässigung trug zu Morristowns Erhalt bei: keine andere Siedlung an der National Road im östlichen Ohio wurde seit der Hochzeit des Verkehrsweges so wenig verändert. Ein Teil der Signifikanz des Historic District beruht auf den damaligen Konstruktionsweisen. Die meisten Gebäude sind traditionelle Bauten aus Backsteine im Flämischen Verband, wodurch sich Morristown von umgebenden Ortschaften absetzt, die über nur wenige historische Bauten aus Backsteinen verfügen.
Zu Beginn der 1980er Jahre wurde der Morristown Historic District ausgewiesen, dessen Grenzen eine Fläche von etwa 42 Acres (17 Hektar) umfassten, und 70 seiner 86 Gebäude wurden als Contributing Propertys eingestuft, zuzüglich des Friedhofs. Da nur wenig abgerissen und neugebaut wurde, blieb das Ortsbild von Morristown weitgehend im Zustand der Mitte des 19. Jahrhunderts, was die Eintragung des Historic Districts in das National Register of Historic Places sowohl in Bezug auf die Geschichte des Orts als auch wegen seiner historischen Architektur ermöglichte.

## Belege
1. 1 2 3  National Register Information System. In: National Register of Historic Places. National Park Service, abgerufen am 9. Juli 2010 (englisch).
2. 1 2  Lorrie K. Owen, Hrsg.  Dictionary of Ohio Historic Places.  Vol. 1.  St. Clair Shores: Somerset, 1999, S. 63.